# Tymoloftaleina
Tymoloftaleina – organiczny związek chemiczny stosowany głównie jako wskaźnik pH. Przy pH ok. 9,3–10,5 jest bezbarwny, zaś powyżej tej wartości staje się niebieski. Barwnik ten jest powszechnie stosowany w alkacymetrii.
| Tymoloftaleina | Tymoloftaleina | Tymoloftaleina |
| -------------- | -------------- | -------------- |
| pH < 9,3       | ⇄              | pH > 10,5      |

Ze względu na to, że w środowisku obojętnym jest bezbarwny, można go stosować też jako atrament sympatyczny. Tymoloftaleina dobrze rozpuszcza się w etanolu, tworząc bezbarwny roztwór. Po dodaniu do tego roztworu odrobiny wodorotlenku potasu zmienia ona barwę na ciemnobłękitną. Po użyciu tego roztworu jako atramentu, napis „znika” w kontakcie z powietrzem, na skutek reakcji wodorotlenku potasu z dwutlenkiem węgla. Ponowne „wywołanie” napisu uzyskuje się przez zanurzenie papieru zawierającego ten napis w dowolnej cieczy, której pH jest większe niż 10,5.

## Synteza
Tymoloftaleinę można otrzymać z tymolu i bezwodnika ftalowego w reakcji Friedla-Craftsa: